# Werner Marx
Werner Marx (19 september 1910 – Bollschweil, 21 november 1994) was een Duits filosoof.
Werner Marx was gespecialiseerd in het denken van Hegel, met name diens Phänomenologie des Geistes. Volgens Werner Marx wil Hegel met dit boek het "natuurlijke verstandelijke bewustzijn" redden uit de heersende "reflectiecultuur", een cultuur die gekenmerkt wordt door een gebrokenheid (Entzweiung). Dit bewustzijn is natuurlijk voor zover het zijn lichamelijkheid nog niet opgeheven heeft; verstandelijk voor zover het volhardt in abstracte tegenstellingen (subject/object, lichaam/geest, eindigheid/oneindigheid, etc.). Zijn redding bestaat in een loutering van zijn lichamelijkheid, een verzoening met zichzelf.
- Bibsys: 90234049
- Bibliothèque nationale de France: cb120370791 (data)
- Catàleg d'autoritats de noms i títols de Catalunya: 981058618136006706
- CiNii: DA00453785
- Gemeinsame Normdatei: 118578561
- International Standard Name Identifier: 0000 0000 8173 1200
- Library of Congress Control Number: n50040960
- Bibliotheek van het Japanse parlement: 00449040
- Nationale Bibliotheek van Tsjechië: mub2018995520
- Nationale Bibliotheek van Israël: 987007274277005171
- Nationale Bibliotheek van Polen: a0000002925322
- Nationale en Universitaire bibliotheek Zagreb: 000311122
- Nederlandse Thesaurus van Auteursnamen: 068475012
- Réseau des bibliothèques de Suisse occidentale: 02-A003569007
- Système universitaire de documentation: 028559134
- Virtual International Authority File: 108297116
- WorldCat: E39PBJpJjy7p7vm4XGgc7PJVYP